# Nerkin Khotanan
Nerkin Khotanan ou Nerqin Khotanan (en arménien Ներքին Խոտանան) est une communauté rurale du marz de Syunik en Arménie. En 2008, elle compte 73 habitants.